# Fundo Monetário Árabe
O Fundo Monetário Árabe é uma organização regional árabe, fundada em 1976 e que começou suas operações em 1977.
Os países-membros são: Arábia Saudita, Argélia, Barém, Jibuti, Emirados Árabes Unidos, Egito, Iêmen, Ilhas Comores, Iraque, Jordânia, Cuaite, Líbano, Líbia, Marrocos, Mauritânia, Omã, Palestina, Catar, Síria, Somália, Sudão e Tunísia.
Entre os objetivos do Fundo, estão:
- Corrigir o desequilíbrio do balanço de pagamentos dos estados-membros.
- Estabelecer políticas de cooperação monetária entre os membros.
- Promover o desenvolvimento dos mercados financeiros árabes.
- Criar condições para a criação de uma moeda única árabe.
- Promover o comércio entre os estados-membros.